# Josef Zaccaria
Josef Zaccaria (15. prosince 1823 Terst – 19. února 1885 Terst) byl rakousko-uherský admirál. U c. k. válečného námořnictva sloužil od roku 1848 a zúčastnil se několika válek. Absolvoval také několik cest kolem světa a později působil ve vysokých funkcích v námořní administraci. V roce 1881 byl penzionován v hodnosti kontradmirála.

## Biografie

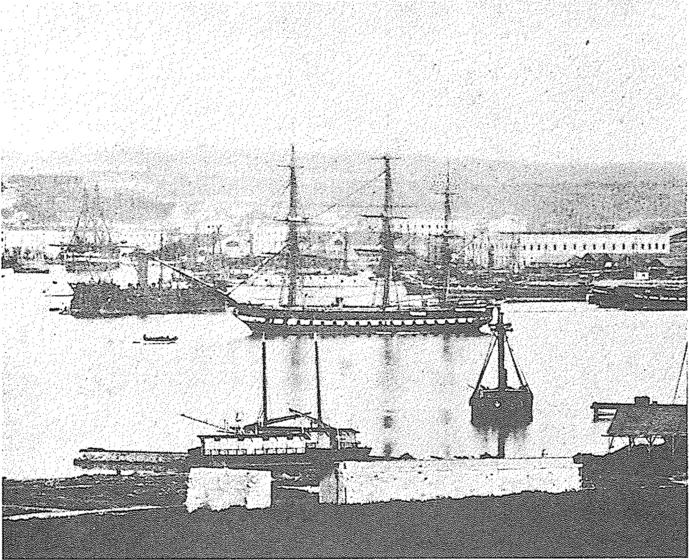
SMS Schwarzenberg, vlajková loď kapitána Josef Zaccarii v letech 1866–1868

Pocházel z rodiny slovinského původu s tradiční službou u rakouského obchodního a válečného námořnictva (původní jméno Zakarija). Byl synem korvetního kapitána Emanuela Zaccarii (1779–1866). Studoval na námořní škole v rodném Terstu a vstoupil k obchodnímu námořnictvu. Plavil se kolem evropských břehů, v Černém a Azovském moři a také do jižní Ameriky. V roce 1848 přešel k rakouskému válečnému námořnictvu a získal hodnost praporčíka. V revolučním roce 1848 se zúčastnil blokády Benátek, poté sloužil na různých lodích, znovu byl důstojníkem na obchodních a dopravních plavidlech. V roce 1855 byl povýšen na poručíka II. třídy a v roce 1859 se zúčastnil války se Sardinií. 
V roce 1861 byl povýšen na fregatního kapitána s přidělením k oblastnímu námořnímu velitelství v Terstu. Postupně přebíral velení různých lodí a na palubě SMS Kaiserin Elisabeth se v roce 1864 v Severním moři zúčastnil dánsko-německé války. V roce 1865 byl velitelem flotily na jezeře Lago di Garda a přístavu Peschiera. V letech 1866–1868 byl velitelem fregaty SMS Schwarzenberg a v roce 1868 obdržel hodnost kapitána řadové lodi. V letech 1869–1871 byl velitelem arzenálu v Pule a následně byl přidělen k námořnímu sborovému velitelství taktéž v Pule. S kadety C. k. námořní akademie absolvoval několikaměsíční plavbu kolem světa jako velitel fregaty SMS Novara (1872–1873).
Od roku 1873 byl přidělen k oblastnímu námořnímu velitelství v Terstu a jako velitel císařské jachty SMS Miramar doprovázel v roce 1875 Františka Josefa na cestě do Benátek a podél břehů Dalmácie. V letech 1875–1879 byl velitelem výcvikové lodi SMS Adria a nakonec zastával funkci prezidenta komise pro výstavbu lodí v Terstu (1879–1881).  V červnu 1881 byl odeslán na dovolenou a k datu 1. listopadu 1881 odešel do penze s hodností kontradmirála.
Jeho bratr Gustav Zaccaria (1816–1897) sloužil také u c. k. námořnictva a dosáhl hodnosti kapitána řadové lodi. Gustavův syn Hugo (1865-1941) se stal za první světové války viceadmirálem.

## Řády a vyznamenání
Během služby u námořnictva se stal nositelem několika vyznamenání v Rakousku-Uhersku i v zahraničí. 

### Rakousko-Uhersko
- Vojenský záslužný kříž s válečnou dekorací (1859)
- Válečná pamětní medaile (1864)
- Služební odznak pro důstojníky III. třídy (1869)
- Válečná medaile (1873)
- Řád železné koruny III. třídy (1875)

### Zahraničí
- Řád svatého Řehoře Velikého III. třídy (1857, Papežský stát)
- Řád koruny II. třídy (1865, Prusko)
- Řád slávy I. třídy (1873, Tunisko)
- komandérský kříž Řádu sv. Mořice a sv. Lazara (1875, Itálie)